# Wilhelm II. (Sizilien)

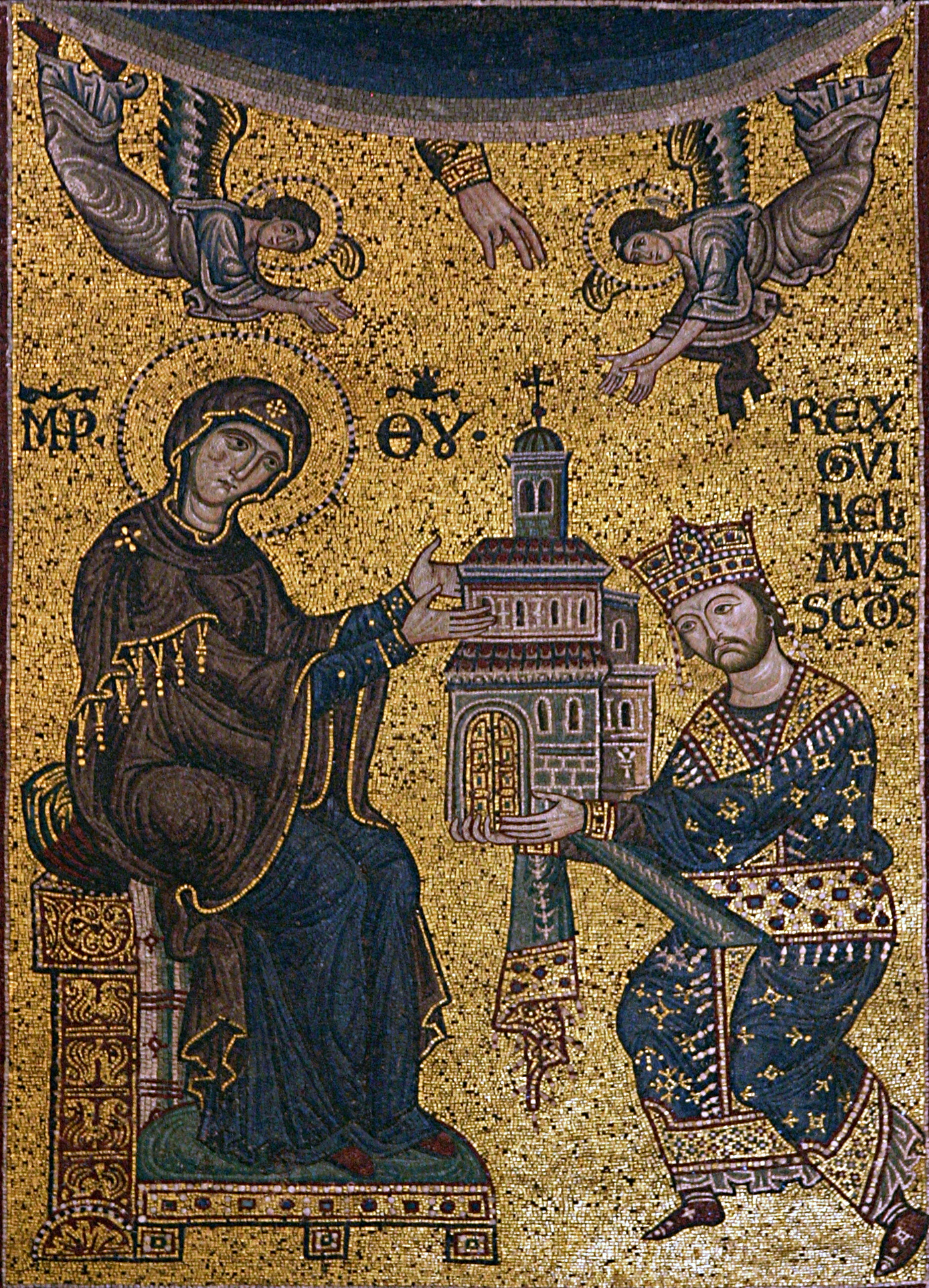
Dedikationsmosaik von Monreale

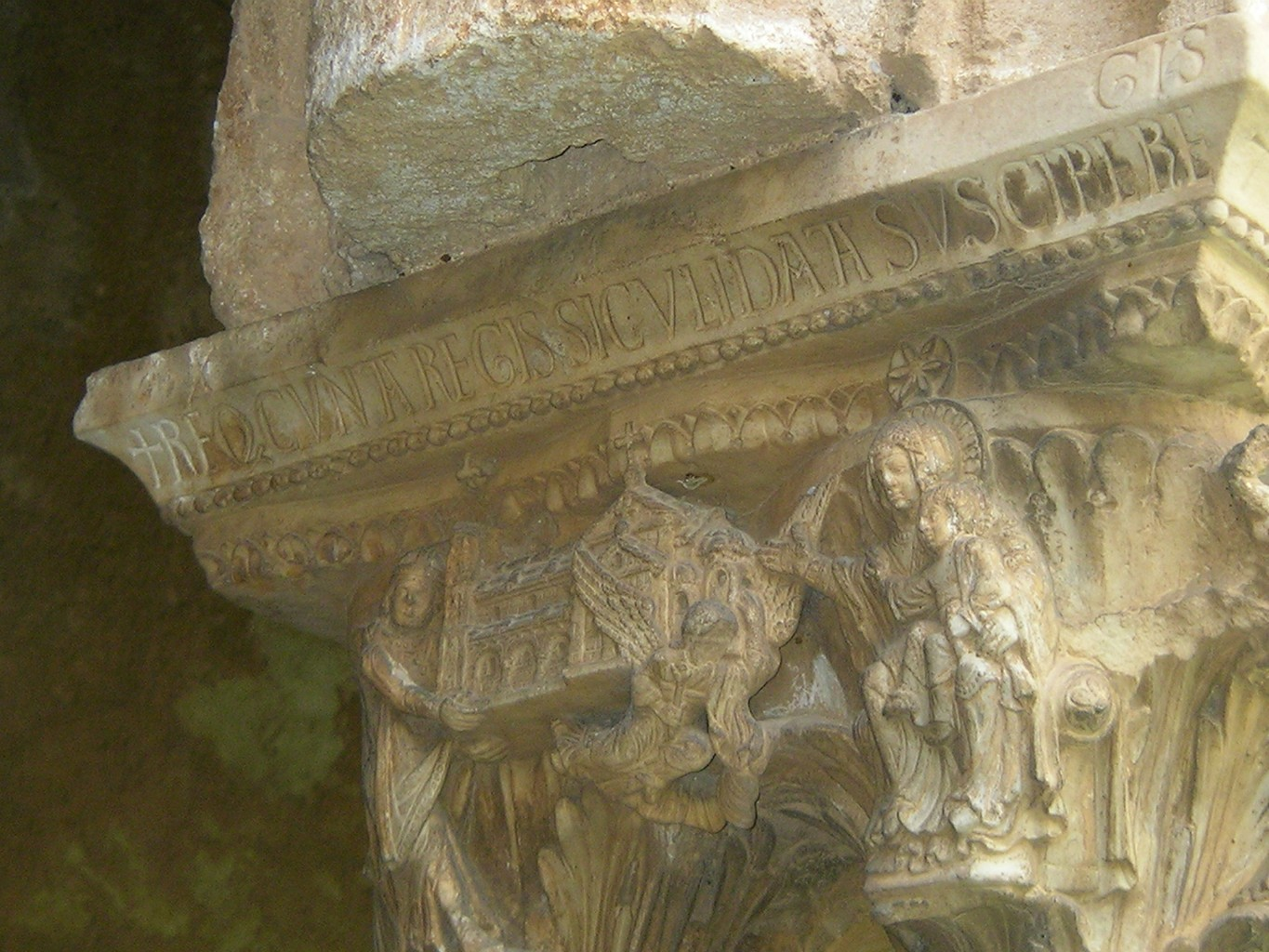
Aus dem Kreuzgang von Monreale: König Wilhelm übergibt der Gottesmutter die Kirche

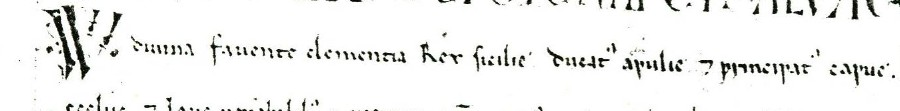
Intitulatio Wilhelms in Diplom für Monreale 1180

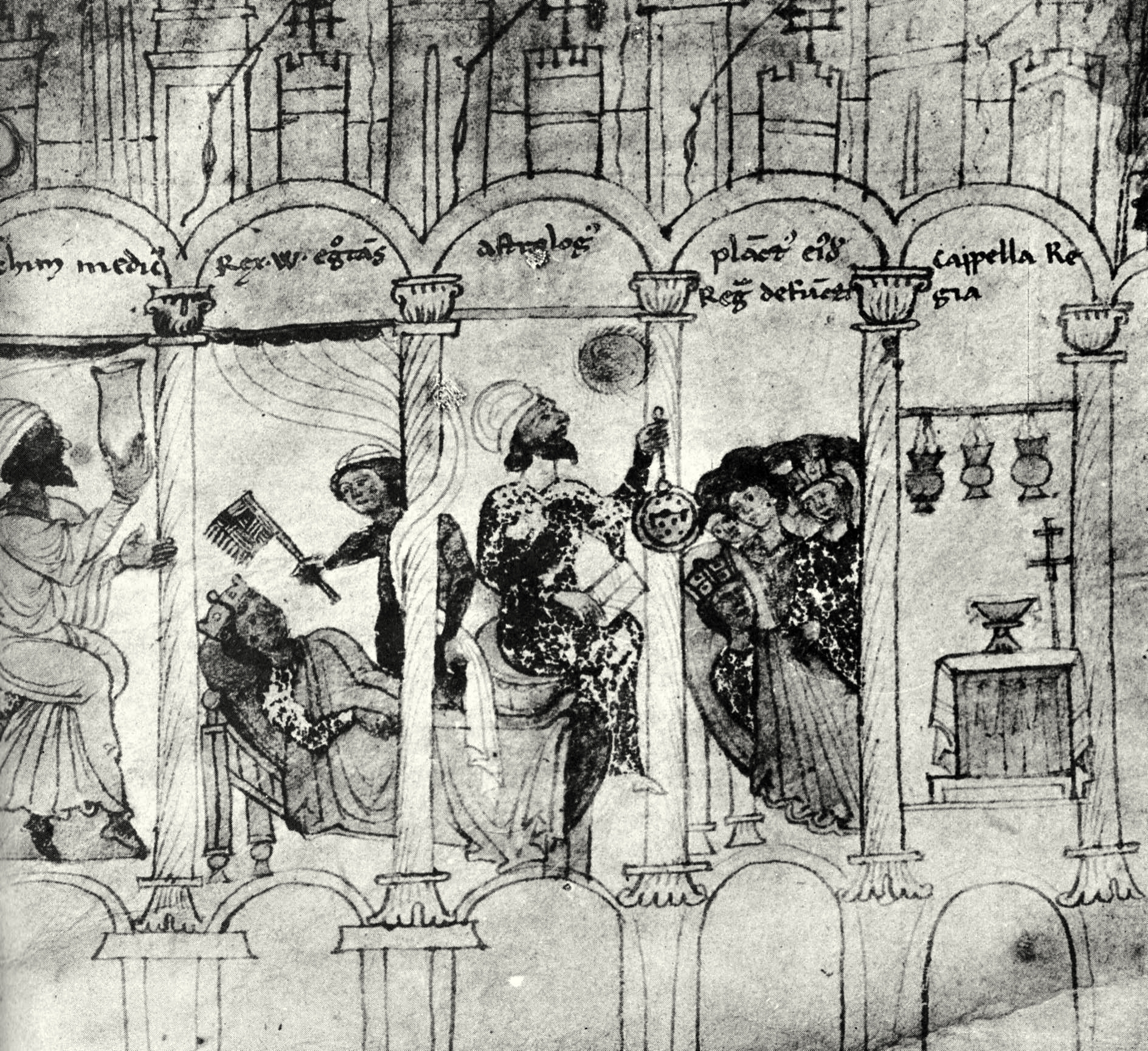
Miniatur von 1196: ein die Harnschau durchführender Arzt und ein Astrologe am Bett des kranken Wilhelm

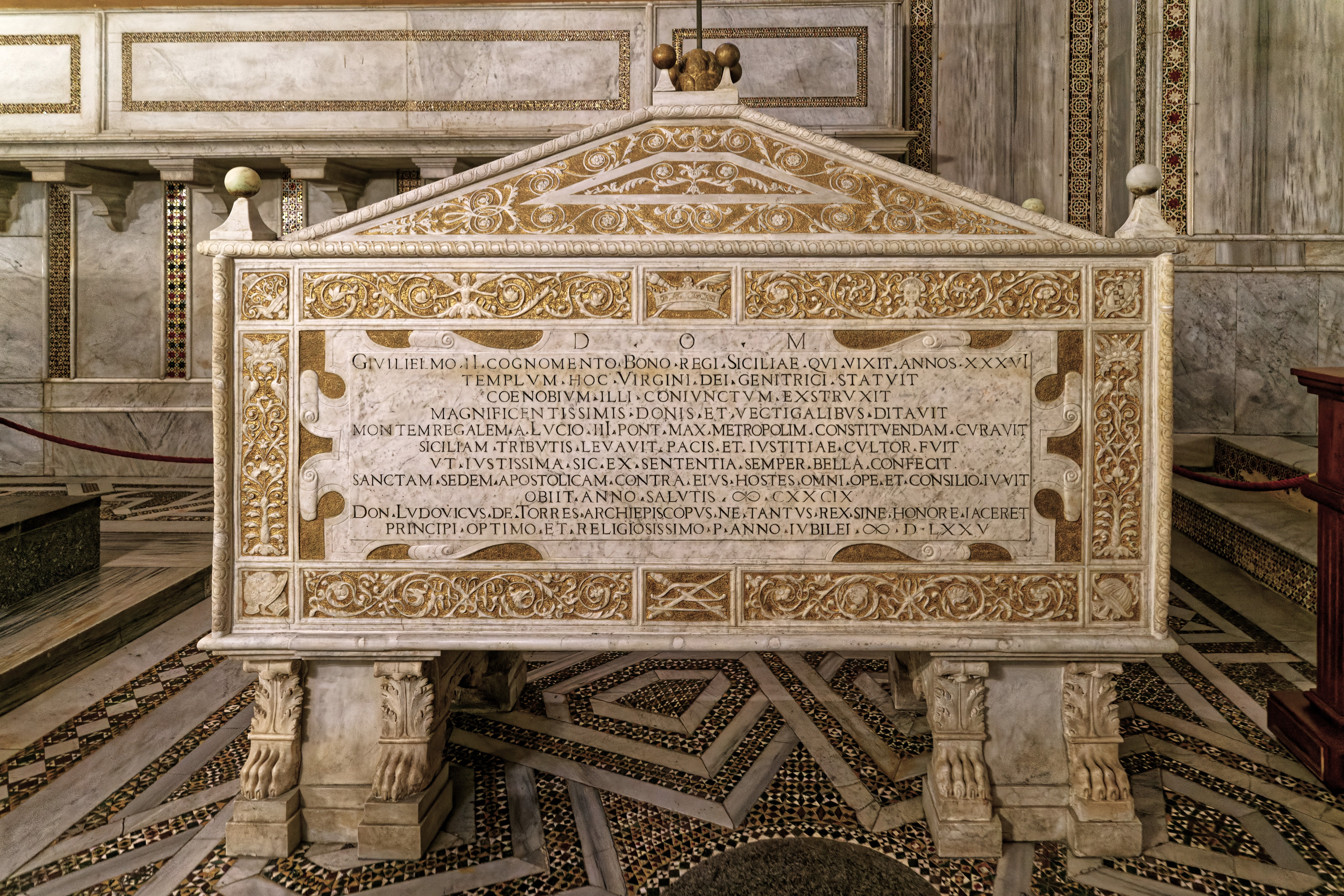
Der Renaissancesarkophag des Königs

Wilhelm II. von Sizilien (auch Wilhelm der Gute, nicht zeitgenössisch; * um 1153; † 18. November 1189 in Palermo) war von 1166 (selbst regierend von 1171) bis 1189 normannischer König von Sizilien. Begraben ist er in seiner Gründung Monreale.

## Leben
Der zweitgeborene Sohn Wilhelms I. von Sizilien führte den üppigen Lebensstil seines Vaters fort, war aber dennoch wesentlich beliebter als jener, woran seine von Zeitgenossen gepriesene Schönheit wesentlichen Anteil hatte. Da er beim Tod seines Vaters noch minderjährig war, führte seine Mutter Margarete mit wechselnden Beratern die Regentschaft, was ab März 1167 in der Intitulatio der Urkunden durch die Formel Willelmus, divina favente clementia rex Sicilie, ducatus Apulie et principatus Capue una cum domina Margarita regina, matre sua (gemeinsam mit seiner Mutter, Königin Margarete) zum Ausdruck gebracht wurde. Er übernahm die Herrschaft wahrscheinlich erst im Dezember 1171, im Alter von 18 Jahren.
Wilhelm schloss sich der Partei des Papstes und der lombardischen Städte gegen Kaiser Barbarossa an. 1177 schlossen beide jedoch den Frieden von Venedig. Nachdem es 1182 in Konstantinopel Pogrome gegen Italiener gegeben hatte und Friedrich einen Feldzug gegen das Byzantinische Reich plante, scheint es zu einer Annäherung zwischen König und Kaiser gekommen zu sein. Die Heiratsabsprache zwischen Wilhelm und Barbarossa zur Ehe von Barbarossas Sohn Heinrich VI. mit Wilhelms Tante Konstanze war ein Zeichen dieser Annäherung. Auf Ersuchen des byzantinischen Prätendenten Alexios Komnenos befahl Wilhelm im Sommer 1185, gestützt auf das noch einmal gefestigte Bündnis mit dem Westkaiser, einen Feldzug in Griechenland, bei dem seine Truppen Dyrrhachion eroberten und Thessalonike plünderten. Auf dem Zug nach Konstantinopel wurde das Heer am 7. November 1185 in der Schlacht von Demetritzes geschlagen. 1189 schloss Wilhelm Frieden mit Kaiser Isaak II.
Ein erster Feldzug Wilhelms gegen Ägypten scheiterte, bei den Vorbereitungen zum Dritten Kreuzzug starb der König.
Zunächst mit Maria Komnena aus dem byzantinischen Kaisergeschlecht verlobt, heiratete Wilhelm dann aber 1177 Johanna Plantagenet, die Tochter Heinrichs II. von England und der Eleonore von Aquitanien. Johanna war die Schwester von Richard Löwenherz; die Ehe blieb jedoch kinderlos.
Daher konnte Heinrich VI. Anspruch auf die Herrschaftsnachfolge erheben. In Sizilien setzte sich jedoch zunächst Tankred von Lecce als König durch, da eine Mehrheit des sizilianischen Adels der deutschen Nachfolge ablehnend gegenüberstand und einflussreiche Palastfunktionäre wie der Vizekanzler Matheus sich für ihn einsetzten.

## Die Gründung von Monreale
Bald nach Erreichen der Volljährigkeit begann Wilhelm mit der Gründung und Ausstattung von S. Maria Nuova, das als Benediktinerkloster mit Mönchen aus La Cava beschickt wurde. Das Kloster wurde unmittelbar dem Heiligen Stuhl unterstellt und ist daher auch im Liber censuum des Kämmerers Cencius verzeichnet. Eine Erhebung zum Bistum scheint Alexander III. abgelehnt zu haben, erst Lucius III. gab 1183 dem Drängen des Königs statt und errichtete in Monreale ein Erzbistum, dem Syrakus und Catania als Suffragane unterstellt wurden. Der Abt war gleichzeitig Erzbischof, der Konvent des Klosters fungierte als Domkapitel. Die Kirche war offenbar auch als neue Grablege des Hauses Hauteville vorgesehen, denn neben seinem Vater Wilhelm I. fanden dort auch seine Mutter Margarete und sein Bruder Heinrich ihre letzte Ruhestätte. Wilhelm selbst wurde nach seinem Tod vor dem Altar beigesetzt, in den Sarkophag wurde er erst 1575 durch den Erzbischof Ludovico de Torres umgebettet.